# Beierolpium clarum
Espèce
Synonymes
- Indolpium clarum Beier, 1952

Beierolpium clarum est une espèce de pseudoscorpions de la famille des Olpiidae.

## Distribution
Cette espèce est endémique du Selangor en Malaisie. Elle se rencontre vers Sungai Buloh.

## Description
Les mâles mesurent de 1,5 à 1,6 mm.

## Systématique et taxinomie
Cette espèce a été décrite sous le protonyme Indolpium clarum par Beier en 1952. Elle est placée dans le genre Xenolpium par Beier en 1967 puis dans le genre Beierolpium par Heurtault en 1980.

## Publication originale
- Beier, 1952 : On some Pseudoscorpionidea from Malaya and Borneo. Bulletin of the Raffles Museum, vol. 24, p. 96-108 (texte intégral).